# Birjand International Airport
De luchthaven Birjand Airport bevindt zich ten noordoosten van Birjand, de hoofdstad van de provincie Zuid-Khorasan in Iran. Het vliegveld van Birjand begon in 1933 als derde vliegveld in Iran, vanwege strategische belangen in het oosten van het land. Toen werd er alleen met kleine vliegtuigen gevlogen en tot 1975 was er nog geen passagiersgebouw. In 1976 is men begonnen met vluchten van Mashhad en Teheran naar Birjand, en toen is het passagiersgebouw aan de noordwestzijde van het vliegveld in gebruik genomen.
Later is de langere startbaan 10-28 aan de oostzijde van het vliegveld gebouwd. In oktober 2009 was deze baan dicht voor onderhoud, versterking en baanverlenging naar 4000 meter zodat ook wide-body vliegtuigen van de luchthaven gebruik kunnen maken.

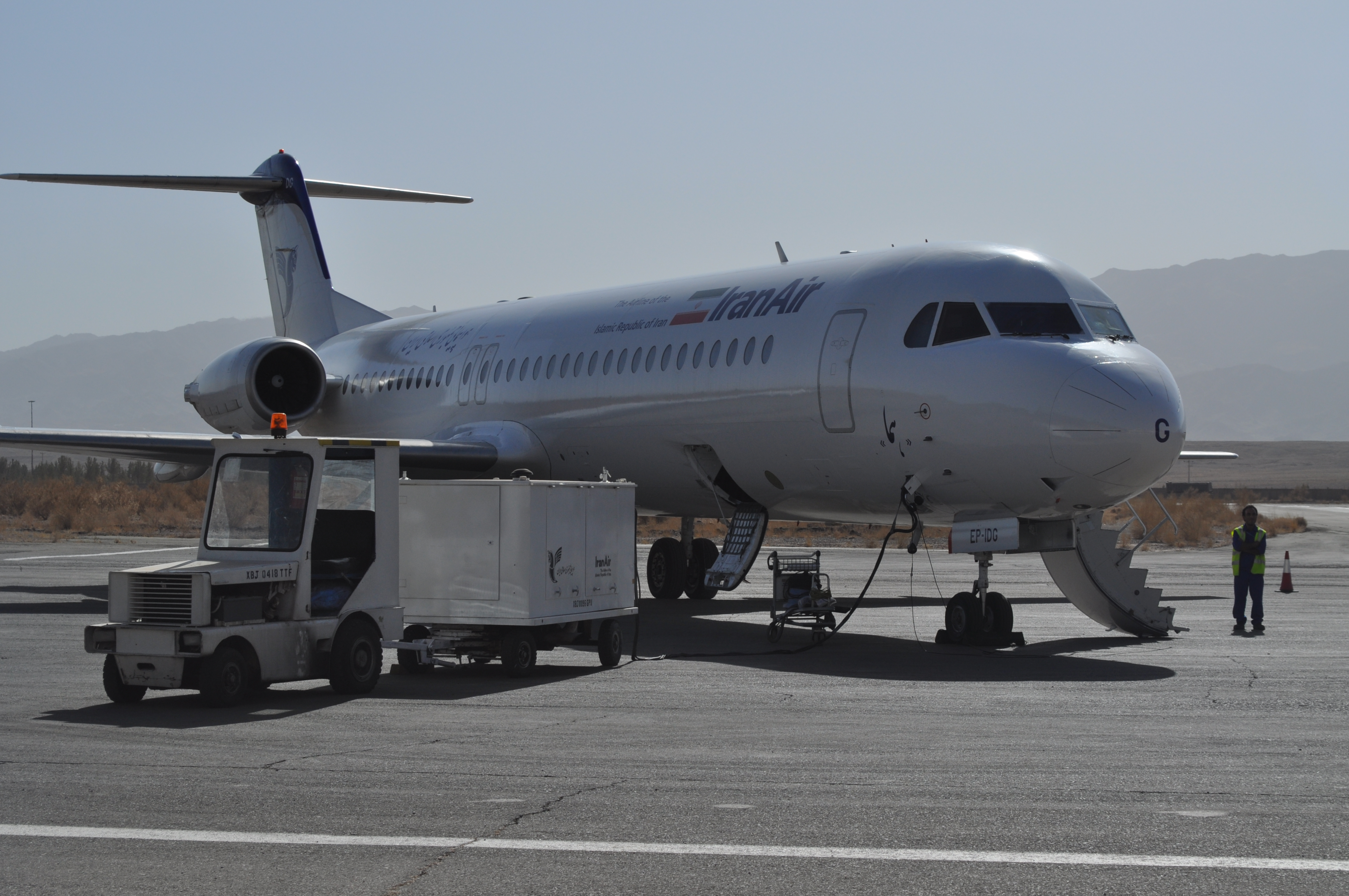
Iran Air Fokker 100 op Birnjand
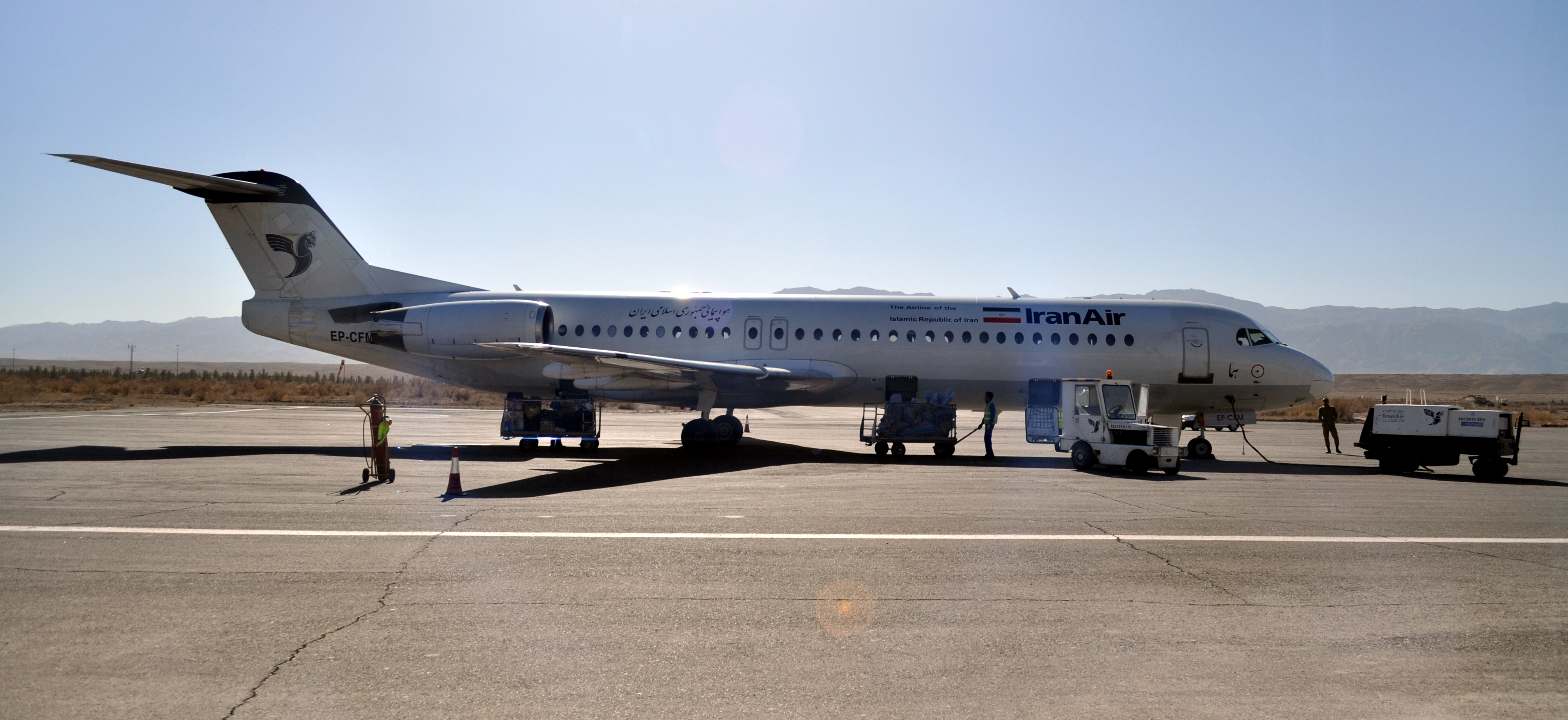
Iran Air Fokker 100 op Birnjand

## Luchtvaartmaatschappijen en bestemmingen
| luchtvaartmaatschappij | bestemmingen    | vliegtuigtype   |
| ---------------------- | --------------- | --------------- |
| Iran Air               | Tehran, Mashhad | Fokker 100      |
| Iran Aseman Airlines   | Tehran          | Fokker 100, ATR |
| Taban Air              | Damascus        | MD-82           |